# Вињале (Парма)
Вињале (итал. Vignale) је насеље у Италији у округу Парма, региону Емилија-Ромања.
Према процени из 2011. у насељу је живело 604 становника. Насеље се налази на надморској висини од 189 м.